# Spiekeroog
Spiekeroog je jeden z Východofríských ostrovů v německé spolkové zemi Dolní Sasko. Má rozlohu 18 km² a přibližně 800 obyvatel. Ostrov je využíván jako přímořské klimatické lázně a je součástí lokality Světového dědictví Waddenzee. Díky porostu osik a olší má Spiekeroog přezdívku „zelený ostrov“.
Ostrov se nachází necelých 6 km od pevniny a s městem Neuharlingersiel ho spojuje trajekt. V roce 1885 byla zřízena koňská dráha, dopravující turisty k moři. Je zde zakázán provoz automobilů s výjimkou hasičských vozidel.
Alte Inselkirche z roku 1696 je nejstarším kostelem na Východofríských ostrovech. V roce 1971 byl postaven katolický kostel sv. Petra, který navrhl Walter Bunsmann. Na hřbitově Drinkeldodenkarkhoff jsou pohřbeny oběti ztroskotání lodi Johanne v roce 1854. Ostrov má dům umělců a muzeum s výstavou lastur, na pláži se nachází socha De Utkieker od Hannese Helmkeho.
Spiekeroog byl prázdninovým sídlem německých prezidentů a Johannes Rau zde měl i svatbu.